# Jutehatten
Juthatten eller Jutehatten är ett fjäll på gränsen mellan Sverige och Norge. Fjället är 1061 meter över havet. På den svenska sidan ligger Juthatten på gränsen mellan Offerdals socken och Hotagens socken i Krokoms kommun, Jämtland. På norska sidan ligger Lierne kommun. Juthatten ligger inom Grubbdalens naturreservat. 